# Reddition de comptes
En science politique, la reddition de comptes est l'action par laquelle les pouvoirs publics rendent, de manière plus ou moins périodique selon les régimes, des comptes aux administrés ou aux citoyens.

## Concept

### En science politique
La reddition des comptes correspond au concept anglophone d'accountability, c'est-à-dire la nécessité pour les pouvoirs publics de rendre des comptes à la population afin que celle-ci puisse choisir de manière éclairée qui elle souhaite placer au pouvoir. De manière plus large, il s'agit d'une obligation pour les autorités publiques d'assumer la responsabilité de leurs actions en poste.
La reddition des comptes est le fruit d'une longue tradition politique, qui remonte au moins à la Grèce antique. Sous l'Ancien-Régime, la Chambre des comptes publie une Déclaration pour la reddition des comptes, qui est thématique. La Déclaration des droits de l'homme et du citoyen de 1789 la consacre par son article 15, selon lequel « la Société a le droit de demander compte à tout Agent public de son administration ».

### En droit
La reddition des comptes est tout autant un concept politologique que juridique, car l'obligation de reddition des comptes se traduit en droit. Elle est légalement nécessaire pour les institutions publiques, et la vérification des comptes est réalisée par une instance indépendante qu'est la Cour des comptes.
Le concept est aussi utilisé pour une opération effectuée par un mandataire ou l'administrateur du patrimoine d'autrui, réalisée dans le cadre d'une tutelle par exemple. Il s'agit de tenir des livres de comptes justifiant des interventions de l'administrateur ou du mandataire sur ledit patrimoine.
En droit administratif canadien, la reddition de compte est un pouvoir de tutelle que l'État exerce sur les organisations décentralisées. Par exemple, l'État québécois peut exiger d'un organisme décentralisé qu'il transmette un rapport annuel d'activité au ministre responsable et à l'Assemblée nationale, qu'il soumette au ministre une copie de toutes les décisions rendues et qu'il soit soumis au Vérificateur général. 